# Peney-le-Jorat
Pour les articles homonymes, voir Peney (homonymie) et Jorat (homonymie).
Peney-le-Jorat est une ancienne commune et localité suisse du canton de Vaud, située sur le territoire de Jorat-Menthue.

## Histoire

Photo aérienne prise à 1200 m par Walter Mittelholzer, Peney-le-Jorat au premier plan (1924).

Peney-le-Jorat fut mentionné vers 1141/1143 sous le nom de Pinoy. Des restes probables de villae et de matériel romains y furent découverts, ainsi que d'une nécropole du haut Moyen Âge. Peney fut donné entre 1134 et 1143 par Albert de Dommartin à l'abbaye de Hautcrêt, qui reçut encore en 1154 les terres que Garnier de Palézieux y possédait. Les religieux installèrent alors une grange autour de laquelle le village se développa. Ils y possédaient également un four et un moulin. Dès 1151, les Goumoëns concédèrent à Hautcrêt des droits d'usage dans leurs bois du Jorat. Peney fit partie du bailliage bernois d'Oron (1557-1798), puis du district vaudois d'Oron (1798-2006).
Peney relevait de la paroisse de Dommartin avant de devenir le centre d'une suffragance pastorale en 1794. L'église et la cure furent construites en 1795 et Peney était le siège d'une paroisse dès 1840. Au début du XXIe siècle, Peney faisait partie d'une grande paroisse avec quatorze autres communes. En 2005, le secteur primaire offrait encore 36 % des emplois.
Le 1er juillet 2011, Peney-le-Jorat fusionna avec les communes de Montaubion-Chardonney, Sottens, Villars-Mendraz et Villars-Tiercelin pour former la nouvelle commune de Jorat-Menthue.

## Géographie
La commune, composée du village de Peney-le-Jorat et de plusieurs hameaux, était située sur un plateau élevé du Jorat.

## Démographie
Peney-le-Jorat compte 6 feux en 1432 et 15 en 1558 puis 244 habitants en 1803, 395 en 1850, 283 en 1900, 249 en 1950 et 312 en 2000.